# Vương quốc Nagash
Vương quốc Nagash là một vương quốc thời Trung Cổ nằm ở Đông Bắc Phi. Theo Al-Yaqubi, đây là một trong sáu quốc gia của người Beja tồn tại trong khu vực vào thế kỷ thứ 9. Lãnh thổ của vương quốc nằm giữa Aswan và Massawa.